# Petinomys crinitus
Petinomys crinitus är en däggdjursart som beskrevs av Hollister 1911. Petinomys crinitus ingår i släktet Petinomys och familjen ekorrar. IUCN kategoriserar arten globalt som livskraftig. Inga underarter finns listade i Catalogue of Life.
Denna flygekorre når en absolut längd av 57 till 61 cm, inklusive en 28 till 33,3 cm lång svans. Den har 5,5 till 6 cm långa bakfötter och 2,0 till 2,4 cm stora öron. Pälsens grundfärg på ovansidan är brun till rödbrun. Den är mörkare till svartaktig kring ögonen, vid öronen, vid fötterna och på svansen. Liksom andra flygekorrar kan arten glidflyga med hjälp av en flygmembran. Svansen är längre än de bakåtsträckta bakbenen och den är inte inbäddad i svansflyghuden vad som skiljer arten från Filippinsk pälsfladdrare.
Arten förekommer i södra Filippinerna. Den lever i kulliga områden och i bergstrakter mellan 500 och 1600 meter över havet. Habitatet utgörs av fuktiga och för tropiska regioner kyliga skogar.
Individernas höga läten hörs ofta på kvällarna. Födan utgörs troligen av frön, unga växtskott och andra växtdelar.